# Larentia fasciarial
Larentia fasciarial là một loài bướm đêm trong họ Geometridae.